# Owsjuky
Owsjuky (ukrainisch Овсюки; russisch Овсюки Owsjuki) ist ein Dorf im Rajon Hrebinka in der zentralukrainischen Oblast Poltawa am rechten Ufer des Flusses Hnyla Orschyzja (etwa „modriger Orschycja“, ukrainisch Гнила Оржиця). Die Entfernung zum ehemaligen Rajonzentrum Hrebinka beträgt 16 Kilometer. Nachbardörfer sind Pokrowschtschyna, Horby, Rudka, Jablunewe, Stukaliwka und Hryhoriwka.

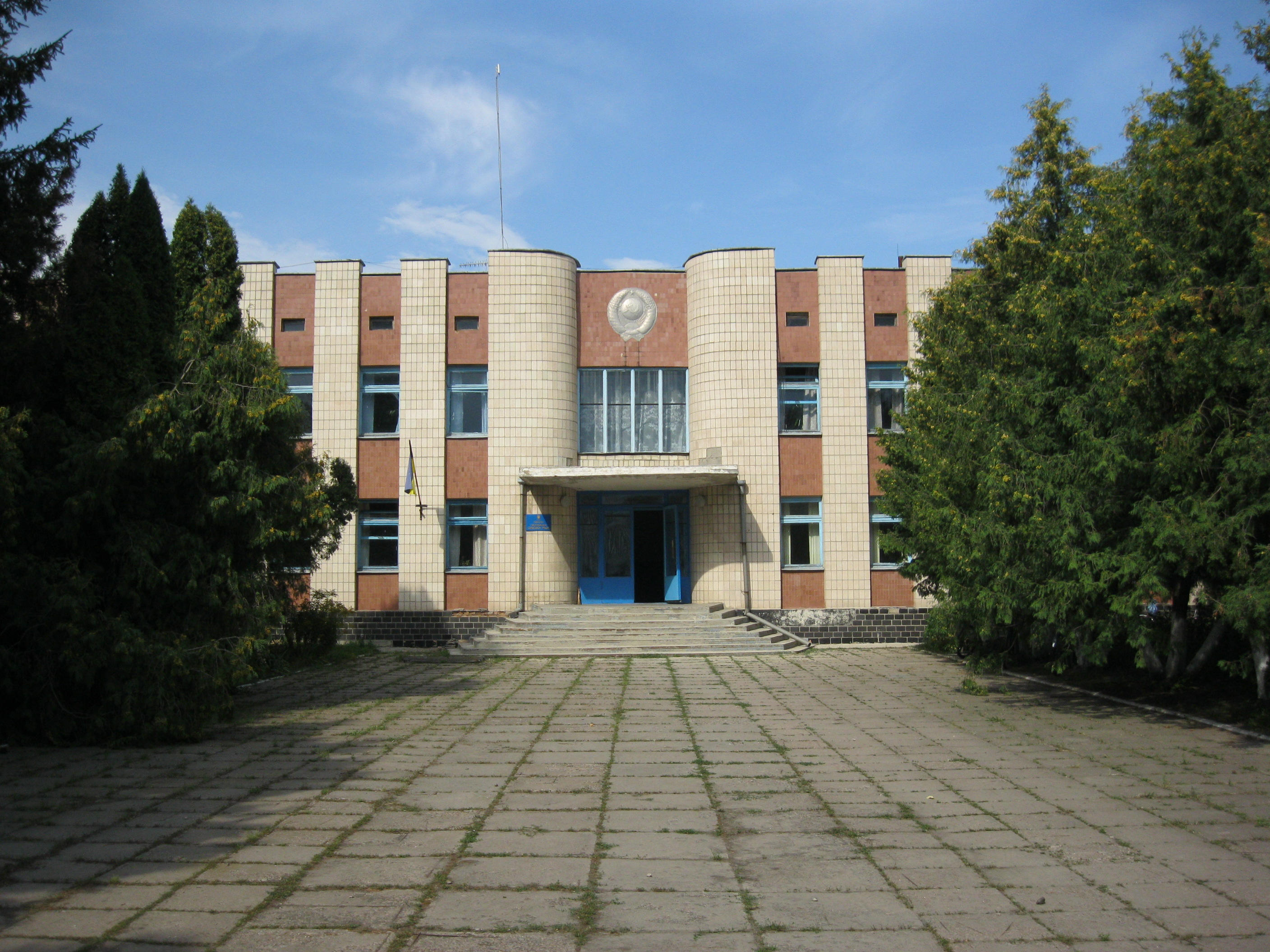
Gebäude des Gemeinderats

Das Dorf wurde Anfang des 18. Jh. von zwei Kosaken, den Brüdern Owsjuk, gegründet. Aus Sicht der benachbarten Dörfer war der Ort ein Kosakendorf. Vor der Kollektivierung und der Hungersnot von 1932 hatte das Dorf Anfang der 1930er Jahre etwa 1.000 Höfe (ca. 5.000–6.000 Einwohner).
Das Dorf verfügt über eine Kirche, eine Schule, einen Kindergarten, ein Haus der Kultur und ein Einzelhandelsgeschäft.
Am 12. Juni 2020 wurde das Dorf ein Teil der Stadtgemeinde Hrebinka, bis dahin bildete es zusammen mit dem Dorf Pokrowschtschyna (Покровщина) die gleichnamige Landratsgemeinde Owsjuky (Овсюківська сільська рада/Owsjukiwska silska rada) im Süden des Rajons Hrebinka.
Am 17. Juli 2020 kam es im Zuge einer großen Rajonsreform zum Anschluss des Rajonsgebietes an den Rajon Lubny.

## Personen
- Wirkungsort des orthodoxen Pfarrers Nykyta Lechan (1893–1985)